# The Pepsi E.P.
The Pepsi E.P. — перший міні-альбом колумбійської співачки Шакіри, виданий у 5 листопада 2002 року лейблами Sony Music Entertainment, Columbia Records. Альбом містить п'ять пісень, які були присутні в рекламі «Pepsi». Одна частина пісень англомовна, інша іспаномовна: у Великій Британії в рекламі використовувались англійські треки, у Латинській Америці — іспанські.

## Список композицій
| #  | Назва                                                 | Автор                        | Тривалість |
| -- | ----------------------------------------------------- | ---------------------------- | ---------- |
| 1. | «Knock On My Door»                                    | Luis Fernando Ochoa, Shakira | 3:40       |
| 2. | «Pideme El Sol» (Spanish Version of Knock On My Door) | Luis Fernando Ochoa, Shakira | 3:40       |
| 3. | «Ask for More»                                        | Shakira                      | 3:35       |
| 4. | «Pide Más» (Spanish Version of Ask for More)          | Shakira                      | 3:35       |
| 5. | «Ask for More» (Instrumental Version)                 | Shakira                      | 3:39       |
| 6. | «Inevitable (English Version)»                        | Shakira                      | 3:13       |